# ¡Vivir!
¡Vivir! (en chino simplificado: 活着; en chino tradicional:  活著; en pinyin: Huózhe) es una novela del escritor chino Yu Hua publicada en 1993. 
Describe las dificultades soportadas por Fugui, el hijo de un acaudalado terrateniente, a lo largo de cuatro décadas de la historia de China, los cuales alteraron los cimientos de la sociedad china. La personalidad y posición de Fugui también cambian radicalmente: el niño rico y malcriado que en su juventud paseaba, literalmente, sobre los hombros de los oprimidos, pasa a ser un campesino oprimido.
¡Vivir! es una de las  obras más representativas de Yu Hua. La historia comienza con el narrador viajando a través de la campiña, recogiendo canciones folklóricas y leyendas locales. En su búsqueda se topa con la historia de vida de un viejo campesino, la cual incluye muchos eventos cruciales de la historia de china, como la reforma agraria china, el Gran Salto Adelante, la gran hambruna china, las Campañas Tres Anti y Cinco Anti y la Revolución Cultural. A lo largo de la historia, el protagonista, Xu Fugui, es testigo de la muerte de sus familiares y seres queridos.
Yu Hua ha destacado muchas veces por la violencia y la cantidad de muertes en sus libros, y este no es la excepción. No obstante, como escribió el académico estadounidense James A. Winship, "la violencia es casi mundana, una parte pasajera -aunque crucial- de la narrativa de Yu Hua".
Originalmente, el libro fue publicado en la revista literaria shanghaiana Harvest. Una adaptación cinematográfica dirigida por Zhang Yimou fue estrenada en 1994. Asimismo, la novela ha sido adaptada a una serie de televisión y una obra de teatro.
La novela ha sido traducida a diversos idiomas, como francés, holandés, italiano, coreano, alemán, japonés, inglés, español, sueco, rumano y malabar.

## Contexto de su escritura
Yu Hua fue inspirado, así como conmovido, por la vieja canción folklórica estadounidense Old Black Joe. Esta cuenta la historia de un esclavo negro anciano quien, a pesar de las dificultades de su vida y el fallecimiento de su familia, ve a la vida con ternura y sin ninguna queja. La canción estadounidense de letra simple formó la historia de la vida de Fugui, una vida imbuida por conmociones y sufrimiento, y sin embargo con felicidad y tranquilidad. Luego de escuchar Old Black Joe, Yu Hua decidió escribir ¡Vivir!

## Sinopsis
El narrador en primera persona ("yo") va a la campiña a buscar canciones populares, y conoce a un anciano llamado Xu Fugui, quien comienza a contarle su historia. Él es el hijo de un terrateniente, pero luego de malgastar la fortuna familiar en casinos y burdeles, sumado a la reciente muerte de su padre, Fugui decide dedicarse al campo, y así tener un trabajo honesto. Pronto su madre enferma, y como debe ir al pueblo a comprar medicina, termina siendo reclutado por la fuerza al Ejército Nacional Revolucionario. Fugui deja a su familia atrás para ser testigo de los horrores de la guerra civil china. Años más tarde, cuando por fin regresa a su casa, Fugui descubre que su madre ha muerto, y una fiebre alta ha vuelto sordomuda a su hija Fengxia. Una serie de desgracias desfilan frente a los ojos del protagonista, quien debe soportar una a una la muerte de sus familiares. Su único hijo, Youqing, muere debido a negligencia médica, mientras donaba sangre para salvar la vida de la esposa del jefe de distrito. Años más tarde, Fengxia encuentra un marido adecuado, llamado Erxi, el cual también tiene una discapacidad: tiene torcida la cabeza. Viven felizmente, hasta que Fengxia muere durante el parto de su hijo Kugen. Pronto, la esposa de Fugui, Jiazhen, muere de osteomalacia, y Erxi muere en un accidente de construcción. Incluso Kugen, el último familiar vivo de Fugui, muere asfixiado mientras come porotos. Finalmente, luego de haber ahorrado el dinero suficiente, Fugui se compra un viejo buey, que le presta compañía durante sus últimos años.

## Personajes
El Narrador "yo"
Un popular recolector de canciones folklóricas que visita el campo de Fugui. Escucha su historia y la graba.
La Familia Xu:
- Xu Fugui (徐 福贵)

El protagonista del libro. Como el hijo de un terrateniente, Fugui vivió su juventud lujuriosamente, solo dedicado al juego y a las prostitutas. Después de jugarse todo su dinero y atravesar muchas dificultades, deviene un campesino honesto y amable. Su vida fue profundamente afectada por eventos como el Gran Salto Hacia Adelante y la Revolución Cultural. Al final de la historia, Fugui se encuentra solo, con un único buey en su campo.
Yu Hua ha dicho que "luego de pasar por mucho dolor y miseria, Fugui resulta atado inextricablemente a la experiencia del sufrimiento. Entonces realmente no hay lugar en la mente de Fugui para ideas como "resistencia" -él simplemente vive para vivir. En este mundo no he conocido a nadie que tuviera tanto respeto por la vida como Fugui. Aunque tiene más razones para morir que la mayoría de la gente, sigue viviendo."
- Jiazhen (家珍)

- Xu Fengxia (徐 凤霞)

- Xu Youqing (徐 有庆)

- Wan Erxi (万 二喜)

- Kugen (苦根)

- Long Er (龙二)

- Chunsheng (春生)

- Jefe de Equipo

## Premios
- Ordre des Artes et des Lettres (2004)
- Grinzane Cavour Premio (1998)

## Traducciones
En 1994, Scmp Book Publiching Ltd y Rye Field Publishing Co. publicaron una edición en chino tradicional.
En 1994, Phillippe Picquier y Hachette publicaron la edición francesa.
En 1994, De Geus publicó la edición en holandés.
En 1997, Donzelli publicó la edición italiana.
En 1997, se editó en coreano por una editorial surcoreana.
En 1998, Klett-cott publicó una edición en alemán.
En 2002, la edición japonesa fue publicada por la editorial japonesa Kadowa Shoten Publishing Co., Ltd.
En 2003, Random House editó la versión en iglés.
En 2006, Ruin publicó la edición sueca.
En 2006, Companhia das Letras publicó la edición en portugués.
En 2007, DC Books publicó la edición malabar en la India.
En 2010, Editorial Seix Barral editó la versión en español.